# Oued Reghaïa
Oued Reghaïa är ett vattendrag i Algeriet.   Det ligger i provinsen Boumerdès, i den norra delen av landet, 27 km öster om huvudstaden Alger.